# Lynchburg (Tennessee)
Lynchburg és una població dels Estats Units a l'estat de Tennessee. Segons el cens del 2000 tenia 5.740 habitants.

## Demografia
Segons el cens del 2000, Lynchburg tenia 5.740 habitants, 2.211 habitatges, i 1.686 famílies. La densitat de població era de 17,2 habitants/km².
Dels 2.211 habitatges en un 30,7% hi vivien nens de menys de 18 anys, en un 65,1% hi vivien parelles casades, en un 7,6% dones solteres, i en un 23,7% no eren unitats familiars. En el 21,4% dels habitatges hi vivien persones soles l'11,1% de les quals corresponia a persones de 65 anys o més que vivien soles. El nombre mitjà de persones vivint en cada habitatge era de 2,55 i el nombre mitjà de persones que vivien en cada família era de 2,95.
Per edats la població es repartia de la següent manera: un 23,3% tenia menys de 18 anys, un 8,4% entre 18 i 24, un 26,5% entre 25 i 44, un 26,3% de 45 a 60 i un 15,5% 65 anys o més.
L'edat mitjana era de 40 anys. Per cada 100 dones de 18 o més anys hi havia 97,8 homes.
La renda mitjana per habitatge era de 36.591 $ i la renda mediana per família de 41.484 $. Els homes tenien una renda mediana de 31.559 $ mentre que les dones 20.987 $. La renda per capita de la població era de 19.040 $. Entorn del 7,8% de les famílies i el 9,6% de la població estaven per davall del llindar de pobresa.

## Poblacions més properes
El següent diagrama mostra les poblacions més properes.